# District de Sengerema
Le district de Sengerema est un des sept districts de la région de Mwanza située en Tanzanie, pays d'Afrique de l'Est. Il est bordé, au nord et à l'est, par le lac Victoria, au sud par la région de Geita et au sud-est par le district de Minsungwi.
En 2002, la population du district de Sengerema s'élevait à 501 915 habitants. Ce nombre est passé à 663 034 en 2012.

## Subdivisions administratives

### Circonscriptions
Pour les élections législatives, la Tanzanie est divisé en circonscriptions électorales. Aux élections de 2010, le district comptait deux circonscriptions:
- Circonscription de Buchosa
- Circonscription de Sengerama

### Divisions
Sengerema est administrativement divisé en sections (divisions).

### Quartiers
En 2002, le district était administrativement divisé en 25 circonscriptions (quartiers), puis ce nombre s'éleva jusqu'à 34 en 2012, après une réorganisation.

#### En 2002
| - Bupandwam'hela - Busisi - Buyagu - Buzilasoga - Chifunfu - Igalula - Kafunzo - Kagunga - Kalebezo | - Kasungamile - Katunguru - Katwe - Kazunzu - Lugata - Maisome - Nyakaliro - Nyakasasa | - Nyakasungwa - Nyamatongo - Nyamazugo - Nyanzenda - Nyehunge - Sengerema - Sima - Tabaruka |

#### En 2012
| - Bulyaheke - Bupandwa - Busisi - Buyagu - Buzilasoga - Chifunfu - Ibisabageni - Igalula - Igulumuki - Irenza shuleni - Kafunzo - Kagunga | - Kalebezo - Kasenyi Ward - Kasungamile - Katunguru - Katwe Ward - Kazunzu - Kishinda - Lugata - Maisome - Mwabaluhi - Nyakaliro | - Nyakasasa - Nyakasungwa - Nyamatongo - Nyamazugo - Nyampande - Nyampulukano - Nyanzenda - Nyatukara - Nyehunge - Sima Ward - Tabaruka |